# Maihueniopsis darwinii

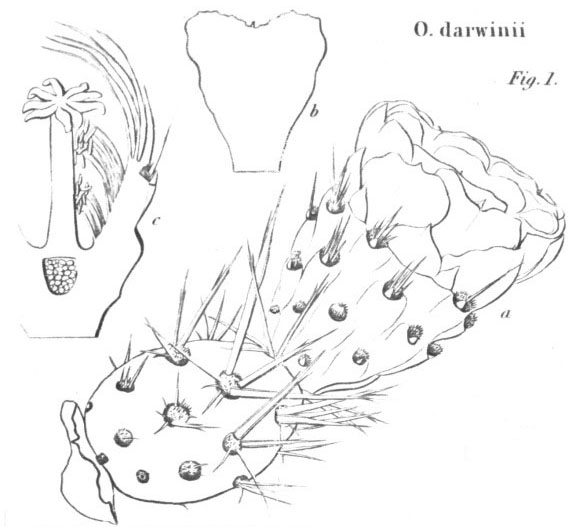
Opuntia darwinii
Abbildung in der Erstbeschreibung von 1837

Maihueniopsis darwinii ist eine Pflanzenart in der Gattung Maihueniopsis aus der Familie der Kakteengewächse (Cactaceae). Das Artepitheton darwinii ehrt Charles Darwin, der die Art entdeckte.

## Beschreibung
Die Polster bildende Maihueniopsis darwinii wächst niedrig liegend mit Wuchshöhen bis zu 4 Zentimetern. Ihre leicht warzigen Glieder sind kugel- bis eiförmig und werden bis 4 Zentimeter lang. Die 18 bis 20 großen filzigen Areolen sind gleichmäßig verteilt. Aus den oberen Areolen entspringen 10 bis 12 Dornen. 4 bis 6 von ihnen sind gerade, aufrecht oder ausgebreitet, manchmal etwas abgeflacht, gelb bis rötlich gelb und werden bis 4 Zentimeter lang.
Die Blüten sind bis zu 5 Zentimeter lang. Der Blütenbecher ist mit Areolen bedeckt, von denen die oberen Dornen von bis zu 4 Zentimeter Länge tragen. Die gelben Kronblätter sind breit, oben gestutzt und enden meist in einer kleinen Spitze. Der 2 Zentimeter lange Fruchtknoten hat große wollige Areolen. Der Griffel ist dick, die Narbe 9-strahlig.
Die gelben bis gelborangen, zylindrisch-gestutzten Früchte werden bis 4 Zentimeter lang und erreichen Durchmesser von 2,5 Zentimeter. Sie tragen am oberen Rand Glochiden und Dornen.

## Verbreitung, Systematik und Gefährdung
Maihueniopsis darwinii ist im Süden Argentiniens verbreitet und wächst auf steinigen Ebenen bis in Höhenlagen von 2000 Metern.
Charles Darwin fand die Art 1834 zuerst bei Puerto Deseado und später bei Puerto San Julián. Die Erstbeschreibung als Opuntia darwinii erfolgte 1837 durch John Stevens Henslow. Friedrich Ritter stellte die Art 1980 in die Gattung Maihueniopsis. Ein weiteres nomenklatorisches Synonym ist Tephrocactus darwinii (Hensl.) Backeb. (1936).
In der Roten Liste gefährdeter Arten der IUCN wird die Art als „Least Concern (LC)“, d. h. als nicht gefährdet geführt. Die Entwicklung der Populationen wird als stabil angesehen.

## Nachweise